# Mchauru
Mchauru ist ein Verwaltungsbezirk (englisch Ward) des Distrikts Masasi in der tansanischen Region Mtwara.

## Geografie
Mchauru liegt im Südosten von Tansania etwa 60 Kilometer Luftlinie südöstlich der Distrikthauptstadt Masasi, jedoch nur etwa 5 Kilometer südwestlich von Newala. Das größte Gewässe ist der Rovuma, der die Grenze zu Mosambik bildet. Der Bezirk grenzt im Norden an Mitesa, im Osten an Nangwala, Makong’onda und Mnavira, im Süden an Mosambik und im Westen an Sindano und Namalenga. Bei der Volkszählung 2022 lebten 12.941 Menschen in 4095 Haushalten auf einer Fläche von 268 Quadratkilometern.

## Gliederung
Der Bezirk besteht aus neun Gemeinden (Mtaa) mit 52 Orten (Kitongoji):
| Namombwe - Mkumbululu - Majengo - Pachanne - Mkumba - Naliendele - Pachoto - Mombasa | Mirewe - Chikongola - Samora - Mnahame - Kanisani - Barabarani - Taputa | Mchauru - Mtola - Kariakoo - Misufini - Zanzibar - Dar es Salaam | Rivango - Miembeni - Kazamoyo - Mikoroshoni - Tankini - Mibuyuni - Kiwanjani | Mkowo - Mkwajuni - Misufini - Mapinduzi - Umoja - Mtakuja | Nangomwa - Mkwajuni - Ilala - Magomeni - Rahaleo - Kilimanihewa | Maparawe - Mtakuja - Majengo - Mnauke - Mapinduzi - Ilala - Songambele | Mwitika - Majengo - Mijaleni - Miembeni - Makumbusho A - Makumbusho B - Mchauru A - Mchauru B | Mhata - Mahuta - Majengo - Majengo Mapya - Roma - Mtingala |

## Infrastruktur
- Bildung: Die Namombwe Secondary School ist eine staatliche weiterführende Tagesschule mit einer Ausbildung bis zur 4. Stufe.[8]
- Gesundheit: Im Bezirk liegt eine staatliche Apotheke.[9]